# برونو والتر
برونو والتر (آلمانی: Bruno Walter؛ ‏ ۱۵ سپتامبر ۱۸۷۶ – ۱۷ فوریهٔ ۱۹۶۲) رهبر ارکستر، نوازندهٔ پیانو و آهنگساز اهل آلمان با تبار یهودی بود.

## زندگی‌نامه
او که یهودی و زادهٔ شهر برلین بود، در سال ۱۹۳۳ آلمان را به‌قصدِ فرار از سلطهٔ حزب نازی ترک گفت و در سال ۱۹۳۹، در ایالات متحدهٔ آمریکا سُکنا گزید. او همکاری نزدیکی با گوستاو مالر، آهنگساز بزرگ اتریشی، داشت و کمک شایانی به ماندگار شدن مجموعه آثارش در ارکسترها و سالن‌های مهم موسیقی کرد.
والتر رهبری برخی از مشهورترین ارکسترها و سالن‌های موسیقی جهان را بر عهده داشت؛ ازجمله: «ارکستر گِواندهاوس لایپزیک»، «ارکستر فیلارمونیک نیویورک»، «جشنواره زالتسبورگ»، «اپرای ایالتیِ وین»، «اپرای ایالتیِ باواریا»، «ارکستر کنسرت خباور آمستردام»، «اپرای ایالتیِ برلین» و «دویچه اوپر برلین». او را یکی از بزرگ‌ترین رهبرانِ ارکستر قرن بیستم می‌دانند.
برونو والتر در ۱۷ فوریهٔ ۱۹۶۲ بر اثر سکتهٔ قلبی در بورلی هیلز، کالیفرنیا، کالیفرنیا درگذشت، اما او را در گورستانی مشهور و قدیمی در روستای جنتیلینو در کانتون تیچینو در جنوب سوئیس به خاک سپردند.

## نگارخانه

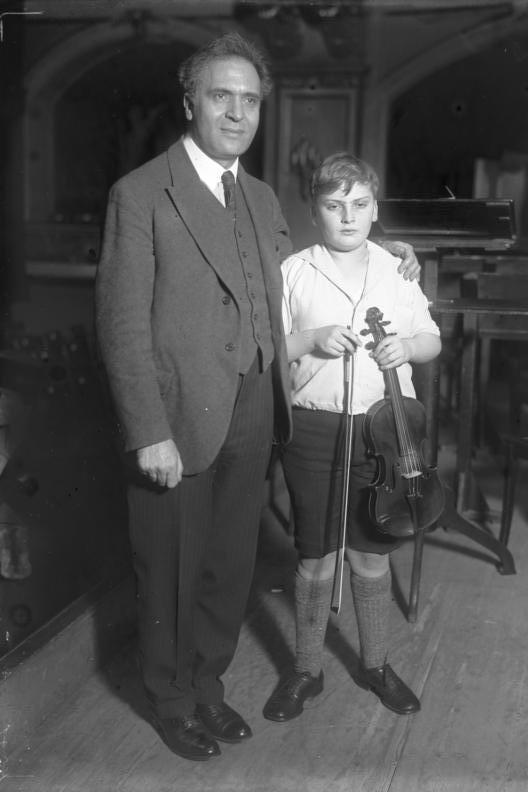
برونو والتر به همراه یهودی منوهین نوجوان که بعدها خود رهبر ارکستر فیلارمونیک نیویورک شد. (دسامبر ۱۹۳۱)
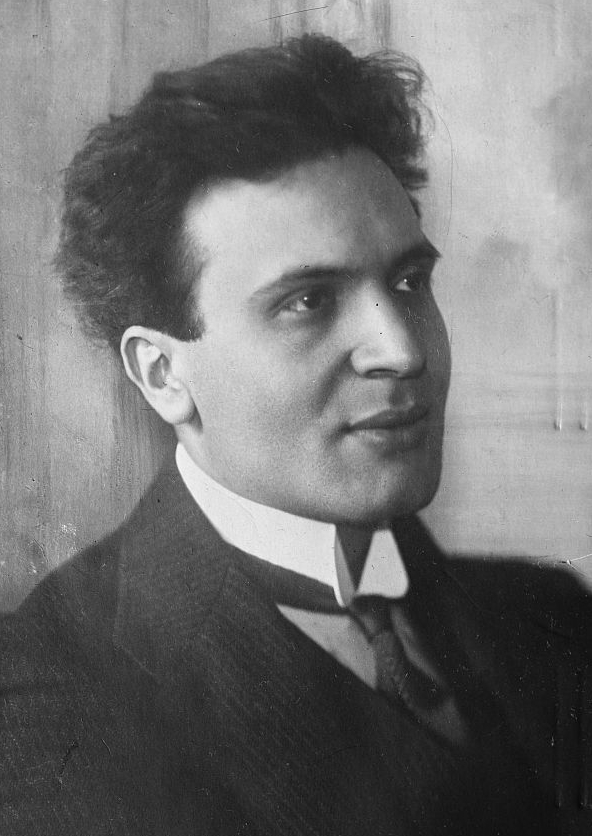
برونو والتر در سال‌های جوانی
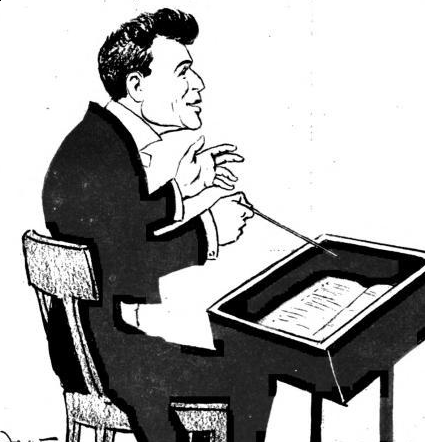
کاریکاتوری از برونو والتر در نشریهٔ نیویورکر